# لويس هالدن
لويس هالدن (بالإنجليزية: Lewis Haldane)‏ (13 مارس 1985 بتروبريدج في المملكة المتحدة - ) هو لاعب كرة قدم بريطاني في مركز الهجوم. شارك مع منتخب ويلز تحت 21 سنة لكرة القدم. أما مع النوادي، فقد لعب مع أكسفورد يونايتد وبورت فايل وفوريست غرين وWeston-super-Mare A.F.C. ‏ وYate Town F.C. ‏ ونادي بريستول روفيرز وفروم تاون ‏.

## وصلات خارجية
- لويس هالدن على موقع قاعدة بيانات كرة القدم.إي يو (الإنجليزية)
- لويس هالدن على موقع Soccerbase.com (لاعب) (الإنجليزية)